# Volker Peschke
Volker Peschke (* 15. Januar 1950) ist ein ehemaliger deutscher Fußballspieler.

## Werdegang
Der Abwehrspieler Volker Peschke spielte für den SVA Gütersloh und stieg im Jahre 1971 mit seiner Mannschaft in die seinerzeit zweitklassige Regionalliga West auf. Drei Jahre später verpasste er mit den Güterslohern die Qualifikation für die neu geschaffene 2. Bundesliga. Im Jahre 1975 wurde er mit dem SVA Gütersloh Vize-Westfalenmeister und erreichte bei der Deutschen Amateurmeisterschaft 1975 den dritten Platz. Volker Peschke absolvierte insgesamt 87 Regionalligaspiele und erzielte dabei ein Tor.